# Propagació d'abast visual
La propagació d'abast visual o de  línia de visió  es refereix a la radiació electromagnètica en línia recta (o la propagació d'ones acústiques). La transmissió electromagnètica inclou les emissions de llum que es propaguen en línia recta. Els raigs o ones poden ser difractats, refractats, reflectits o absorbits per l'atmosfera i els obstacles materials i, en general no poden viatjar sobre l'horitzó o darrere d'obstacles.
 Línia de visió  és també un enllaç de ràdio que ha de tenir visibilitat directa entre antenes, per la qual cosa no ha d'haver obstacle entre ambdues. També s'utilitza a vegades la seva denominació en anglès,  Line of Sight , o el seu acrònim LOS.
Els radioenllaços de VHF (fins a 300 MHz) i de UHF (fins a 900 MHz) presenten major tolerància a obstacles de manera que poden ser enllaços NLOS. En els radioenllaços de microones, que funcionen a freqüències superiors a 900 MHz, no és possible tenir un enllaç estable i de bon comportament si hi ha obstacles entre antena receptora i antena transmissora en la seva zona de Fresnel.
De forma general, es pot dir que la tolerància a la presència d'obstacles en la línia de vista, entre l'antena emissora i receptora, disminueix amb l'augment de la freqüència de l'enllaç de ràdio.
En una comunicació digital com Wifi, els enllaços han de transportar una gran quantitat de dades (kbps/s), per la qual cosa necessiten una amplada de banda elevat, fet que suposa una major freqüència de la portadora de ràdio (2,4 GHz o 5,8 GHz). Per això, en aquestes tecnologies és molt important considerar l'existència de LOS.